# クルト・ヤーラ
クルト・ヤーラ（Kurt Jara, 1950年10月14日 - ）は、オーストリア・インスブルック出身の元同国代表サッカー選手、サッカー指導者。現役時代のポジションはMF。
FCチロル・インスブルックのオーストリア・ブンデスリーガ3連覇の土台を作り、後にレッドブル・ザルツブルクの初代監督に就任したことで歴史に名を残している。また、日本ではハンブルガーSV監督時代に高原直泰を獲得した指導者として知られている。

## 選手経歴
現役時代はFCヴァッカー・インスブルック（オーストリア）、バレンシアCF（スペイン）、MSVデュースブルク、シャルケ04（ドイツ）、グラスホッパー・クラブ・チューリッヒ（スイス）でプレー。創造性溢れる技術の高い中盤選手としてオーストリア代表でも活躍、1978年FIFAワールドカップ・アルゼンチン大会と1982年FIFAワールドカップ・スペイン大会に主力選手として出場している。

## 監督経歴
現役引退後はスイスで監督業をスタート。8年間スイスで指導した後、オーストリア、ギリシャ、キプロス等でチームを率いる。1999年にオーストリア・ブンデスリーガのFCチロル・インスブルックの監督に就任。2年連続リーグ優勝を果たし、3年目のシーズンでも首位を走り、優勝は確実と言われていたが、手腕を買われてドイツ・ブンデスリーガのハンブルガーSVへシーズン中に移籍。ハンブルガーSVでもヨーロッパカップ出場やリーグカップ優勝等確かな実績を残す。
その後1.FCカイザースラウテルンを経てレッドブル社がSVアウストリア・ザルツブルクを買収して誕生したレッドブル・ザルツブルクの初代監督に就任。チーム改革を実施し、初年度に準優勝を果たす。しかし2シーズン目がスタートする直前に首脳陣との間でトラブルが起こり解任される。後継者はジョヴァンニ・トラパットーニであった。

## 獲得タイトル（選手として）

### クラブ
ヴァッカー・インスブルック
- オーストリア・ブンデスリーガ 1970-71, 71-72, 72-73
- オーストリア・カップ 1969-70, 72-73

デュースブルク
- UEFAインタートトカップ グループ1 1978

グラスホッパーズ
- スイス・スーパーリーグ 1981-82, 82-83, 83-84
- スイス・カップ 1982-83

## 獲得タイトル（監督として）
FCヴァッカー・インスブルック/FCチロル・インスブルック
- オーストリア・ブンデスリーガ 1999-2000, 2000-01

ハンブルガーSV
- DFBリーガポカール 2002-03